# Trophée des champions 1973 (Algérie)
Le Trophée des champions 1973 est un match qui se déroule le 12 septembre 1973, au Stade du 5-Juillet-1962, à Alger, en Algérie. Le match oppose la JS Kabylie, championne d'Algérie 1972-1973 au MC Alger, vainqueur de la Coupe d'Algérie 1972-1973 et se conclut par une victoire de la JS Kabylie sur le score de 3-2. 

## Feuille de match

### Le 11 de départ de la JS Kabylie
Tahir, Iboud, Anane, Amri, Derridj, Aouis, Dali, Meghrici, Hannachi, Kouffi, Baris - Entraîneur :  Jovan Cestić (Yougoslavie)

### Le 11 de départ du MC Alger
Ait Mouhoub, Bouzerde, Azzouz, Mahiouz, Zenir, Amrous, Betrouni, Bachi, Bousri, Aizel Mohamed, Chouchi - Entraîneur : Smaïl Khabatou

### Les buteurs
Buts de Derridj 4e, Amri 6e et Anane 78e pour la JS Kabylie et buts de Chouchi 28e et 43e pour le MC Alger.